# Real Betis Baloncesto
El Real Betis Baloncesto S.A.D. era un equipo de baloncesto español de la ciudad de Sevilla. Disputó por última vez la Primera FEB, la segunda categoría del baloncesto en España. Jugaba sus partidos en el Palacio de Deportes San Pablo, con capacidad para 8.626 espectadores.

## Historia
El Club Baloncesto Sevilla se creó en 1987 cuando adquirió la plaza en Primera B del club Dribling de Madrid con el apoyo económico de la Diputación Provincial de Sevilla, que presidía Miguel Ángel Pino Menchén, de la que dependía la Caja San Fernando. Se le encargó a José Luis Sáez, presidente por aquel entonces de la Federación Andaluza de Baloncesto y a Guillermo Sierra Molina, su primer presidente y miembro fundador del equipo y del club baloncesto Sevilla (CLUBASA), la labor de iniciar las negociaciones con los jugadores que posteriormente engrosarían las filas del Caja.
En la temporada 1987-88, el equipo milita en Primera División B y se clasifica para los play-offs de ascenso, siendo eliminado por el Mayoral Maristas. En la temporada siguiente logra el ascenso a la Liga ACB, tras vencer en las eliminatorias finales al Lagisa Gijón y al Syrius Patronato de Mallorca.
En la campaña 1992-93, la cuarta en la Liga ACB, consigue clasificarse en el 5.º lugar y logra una plaza para la Copa Korac, debutando la temporada siguiente en competición internacional. En las campañas 1995-96 y 1998-99 consigue su cota más alta hasta el momento, al quedar subcampeón de Liga tras caer en la final frente al F. C. Barcelona en ambas ocasiones, disputando la máxima competición continental (la Euroliga) durante la temporada siguiente.En aquel equipo, dirigido por Javier Imbroda, jugaban Andre Turner, Mikel Smith y Chuck Kornegay, entre otros.
En la temporada 2010-11 fue finalista de la Eurocup, 2.ª máxima competición europea.
En el verano de 2016, CaixaBank, que era el accionista mayoritario de la sociedad desde que compró Banca Cívica, anterior propietario de las antiguas acciones de la Caja San Fernando, vendió su participación a la empresa Energía Plus, manteniéndose CaixaBank como patrocinador durante los siguientes cinco años. En diciembre de 2016 Energía Plus vende las acciones al Real Betis Balompié.
En Junta General de Accionistas celebrada el 15 de diciembre de 2018 y tras haber recibido el preceptivo permiso de la Casa Real se decidió cambiar el nombre fundacional de la sociedad por el de Real Betis Baloncesto S.A.D.Esa temporada el equipo desciende al LEB, aunque asciende al año siguiente. Sin embargo, en 2023 vuelve a perder la categoría.
En agosto de 2023 el club elimina dos equipos de cantera. Anteriormente ya había eliminado el mini básket y la preinfantil.
El 4 de octubre del 2023 el Conglomerado Xoy de México adquiere la propiedad del Real Betis Baloncesto SAD. Desde esa fecha el club como parte del acuerdo con el Real Betis conservará el nombre, los colores y el escudo durante mínimo los 10 próximos años.
En verano de 2024; nace de los hermanos Crespo el club Caja 87, actual Insolac Caja 87, con la idea de recuperar el espíritu del que fuese el Club Baloncesto Sevilla. Debuta ese mismo año en Segunda FEB vistiendo los clásicos colores verde con detalles rojos para local, y blanco con detalles verdes y rojos de visitante.
Este proyecto comenzó con Rafa Gomáriz como entrenador, para luego ser sustituido por el utrerano Eloy Ramírez. Durante esta primera temporada, el número de abonados a mitad de transcurso liguero asciende alrededor de los 1800 ,mostrando el descontento del aficionado sevillano con el proyecto del Real Betis Baloncesto  

## Nombre comercial
El club andaluz ha tenido varias denominaciones comerciales a lo largo de la historia dependiendo del patrocinador.
- 1987-2007: Caja San Fernando
- 2007-julio de 2011: Cajasol
- Julio de 2011-junio de 2012: Cajasol-Banca Cívica
- Junio de 2012-junio de 2014: Cajasol
- Junio de 2014-julio de 2016: Club Baloncesto Sevilla
- Julio de 2016-julio de 2019: Real Betis Energía Plus
- Julio de 2019-2022: Coosur Real Betis
- Septiembre de 2022-julio de 2025: Real Betis Baloncesto

## Indumentaria
Desde sus orígenes, en 1987, el Club Baloncesto Sevilla adopta los colores de los clubes de fútbol de la ciudad, el Sevilla Fútbol Club y el Real Betis Balompié, con objeto de aunar en un solo club de baloncesto los sentimientos de los aficionados de los dos eternos rivales futbolísticos, empleando el rojo y el verde. Otra versión dice que recogían el color de la bandera de la provincia, el verde, y el rojo de la de la capital. Apoya esta versión el hecho de que su creación estuvo impulsada por la Diputación Provincial.
Desde 1987 hasta el año 2004, el Baloncesto Sevilla, conocido como Caja San Fernando, emplea como primera indumentaria, en pantalones y en camiseta, el color rojo con elementos decorativos verdes o a la inversa; como segunda una blanca con elementos decorativos rojos o verdes, variando de año en año el color principal.
En la temporada 2004-2005 se suprime el color rojo de las indumentarias del C.B. Sevilla, tras 17 años de utilización ininterrumpida, quedando una primera equipación de color verde, tanto en pantalón como en camiseta, y manteniendo la indumentaria de color blanco, tanto en pantalón como en camiseta como segunda equipación. Desde la entidad se alude que la eliminación de la equipación roja se debe a motivos de imagen de la entidad patrocinadora, la Caja San Fernando.
En la temporada 2007-2008 se produce una ruptura. Primera equipación, con pantalón y camiseta negras, y segunda equipación, con pantalón y camiseta blanca. Este cambio de colores no es bien recibido por la afición, ante un color negro con el cual los aficionados no se encuentran representados, siendo habitual el cántico de los aficionados de, Sevilla es verde y roja. Los seguidores tradicionales aún siguen en esta línea, llamando al equipo "Caja" y animando en verdirrojo.
En la campaña 2008-2009 se mantiene el negro, con elementos decorativos azules, y el blanco, con elementos decorativos dorados, para la primera y segunda indumentaria respectivamente. Con motivo de la vuelta del club a una competición europea se elabora una tercera indumentaria que emplea para los partidos de competición internacional, de color azul con elementos decorativos dorados, mucho más representativa y acorde con los símbolos de la entidad que es propietaria y patrocinadora del club, Cajasol.
En la campaña 2009-2010 se abandona definitivamente el color negro que tanto ha desagradado a la masa social para pasar a una primera equipación con el azul como color principal, manteniéndose el blanco para la segunda equipación.
En la temporada 2011-2012, debido a la integración del patrocinador y dueño en Banca Cívica, cambia el color de su 1.ª indumentaria por el magenta, manteniendo la equipación blanca como segunda.
En la temporada 2012-2013, vuelve a denominarse Cajasol y la primera indumentaria es azul con líneas finas blancas y la segunda blanca con líneas finas azules.
Para la temporada 2013-2014, el club pregunta a sus aficionados por los nuevos colores que vestirá el club para los próximos años, a lo que la afición contesta con rotundidad a favor del verde y rojo, volviendo así a los colores iniciales. La primera equipación será verde con detalles en rojo, mientras que la segunda será blanca con detalles rojos también. Se vuelve, de esta manera, a los orígenes del "Caja San Fernando".
A partir de la temporada 2016-2017, con motivo del nuevo patrocinio del Real Betis, el club comienza a vestir los colores tradicionales de la equipación bética: verde y blanco en barras verticales. La segunda equipación pasa a ser verde al completo.La temporada siguiente, tras batir varios récords negativos, desciende a la Liga LEB Oro tras quedar en la última posición de la ACB
En la temporada 2018/2019, el equipo disputa la LEB ORO, quedando en primera posición y ganando la liga, ascendiendo nuevamente a la ACB (Liga Endesa). Ese mismo año, bate un récord de partidos seguidos ganando, llegando a completar una vuelta entera sin conocer otra cosa que la victoria. El récord final fue de 34 victorias y tan solo 4 derrotas.

## Proveedor
| \| Proveedores \| Proveedores \| \| Temporada \| Proveedor \| \| ----------- \| ----------- \| \| 1987-88 \| \| \| 1988-89 \| \| \| 1989-90 \| \| \| 1990–91 \| \| \| 1991–92 \| \| \| 1992–93 \| \| \| 1993–94 \| \| \| 1994–95 \| \| \| 1995–96 \| \| \| 1996–97 \| \| \| 1997–98 \| \| \| 1998–99 \| \| \| 1999–00 \| \| \| 2000–01 \| \| \| 2001–02 \| \| \| 2002–03 \| \| \| 2003–04 \| \| \| 2004–05 \| \| \| 2005–06 \| \| |           |
| Proveedores |           |
| Temporada | Proveedor |
| 1987-88 |           |
| 1988-89 |           |
| 1989-90 |           |
| 1990–91 |           |
| 1991–92 |           |
| 1992–93 |           |
| 1993–94 |           |
| 1994–95 |           |
| 1995–96 |           |
| 1996–97 |           |
| 1997–98 |           |
| 1998–99 |           |
| 1999–00 |           |
| 2000–01 |           |
| 2001–02 |           |
| 2002–03 |           |
| 2003–04 |           |
| 2004–05 |           |
| 2005–06 |           |

| Proveedores | Proveedores |
| Temporada   | Proveedor   |
| ----------- | ----------- |
| 1987-88     |             |
| 1988-89     |             |
| 1989-90     |             |
| 1990–91     |             |
| 1991–92     |             |
| 1992–93     |             |
| 1993–94     |             |
| 1994–95     |             |
| 1995–96     |             |
| 1996–97     |             |
| 1997–98     |             |
| 1998–99     |             |
| 1999–00     |             |
| 2000–01     |             |
| 2001–02     |             |
| 2002–03     |             |
| 2003–04     |             |
| 2004–05     |             |
| 2005–06     |             |

| Proveedores | Proveedores |
| Temporada   | Proveedor   |
| ----------- | ----------- |
| 2006–07     | And1        |
| 2007–08     | And1        |
| 2008–09     |             |
| 2009–10     |             |
| 2010–11     |             |
| 2011–12     |             |
| 2012–13     |             |
| 2013–14     |             |
| 2014–15     |             |
| 2015–16     |             |
| 2016–17     |             |
| 2017-18     |             |
| 2018-19     |             |
| 2019-20     |             |

## Trayectoria deportiva
| Temporada | Categoría      | Puesto | Balance | Playoff         | Copa            | Competiciones Europeas | Competiciones Europeas | Competiciones Europeas |
| 1987-1988 | 1.ª División B | 10.º   | 20-21   | -               | -               |                        |                        |                        |
| 1988-1989 | 1.ª División B | 2.º    | 22-14   | -               | -               |                        |                        |                        |
| 1989-1990 | Liga ACB       | 12.º   | 17-23   | -               | Octavos         |                        |                        |                        |
| 1990-1991 | Liga ACB       | 12.º   | 18-22   | -               | 3.ª ronda       |                        |                        |                        |
| 1991-1992 | Liga ACB       | 16.º   | 14-22   | -               | 1.ª ronda       |                        |                        |                        |
| 1992-1993 | Liga ACB       | 5.º    | 22-14   | Cuartofinalista | Cuartofinalista |                        |                        |                        |
| 1993-1994 | Liga ACB       | 6.º    | 17-17   | Cuartofinalista | 3.ª ronda       | Copa Korać             | FG                     | 4–6                    |
| 1994-1995 | Liga ACB       | 10.º   | 19-19   | -               | 2.ª ronda       | Copa Korać             | FG                     | 6–4                    |
| 1995-1996 | Liga ACB       | 2.º    | 27-21   | Subcampeón      | Cuartofinalista |                        |                        |                        |
| 1996-1997 | Liga ACB       | 9.º    | 19-15   | -               | Cuartofinalista | Euroliga               | 1/8                    | 7–11                   |
| 1997-1998 | Liga ACB       | 13.º   | 13-21   | -               | -               |                        |                        |                        |
| 1998-1999 | Liga ACB       | 2.º    | 31-15   | Subcampeón      | Subcampeón      |                        |                        |                        |
| 1999-2000 | Liga ACB       | 5.º    | 23-15   | Cuartofinalista | Semifinalista   | Euroliga               | FG                     | 6–10                   |
| 2000-2001 | Liga ACB       | 12.º   | 13-21   | -               | -               | Copa Saporta           | 1/8                    | 5–7                    |
| 2001-2002 | Liga ACB       | 12.º   | 14-20   | -               | Cuartofinalista |                        |                        |                        |
| 2002-2003 | Liga ACB       | 12.º   | 16-18   | -               | -               |                        |                        |                        |
| 2003-2004 | Liga ACB       | 12.º   | 15-19   | -               | Semifinalista   |                        |                        |                        |
| 2004-2005 | Liga ACB       | 10.º   | 14-20   | -               | -               |                        |                        |                        |
| 2005-2006 | Liga ACB       | 11.º   | 14-20   | -               | -               |                        |                        |                        |
| 2006-2007 | Liga ACB       | 13.º   | 14-20   | -               | Cuartofinalista |                        |                        |                        |
| 2007-2008 | Liga ACB       | 10.º   | 14-20   | -               | -               |                        |                        |                        |
| 2008-2009 | Liga ACB       | 14.º   | 10-22   | -               | -               | Eurocup                | QR2                    | 0–2                    |
| 2008-2009 | Liga ACB       | 14.º   | 10-22   | -               | -               | EuroChallenge          | T16                    | 5–7                    |
| 2009-2010 | Liga ACB       | 6.º    | 20-17   | Cuartofinalista | Cuartofinalista |                        |                        |                        |
| 2010-2011 | Liga ACB       | 11.º   | 16-18   | -               | -               | Eurocup                | 2.º                    | 10–6                   |
| 2011-2012 | Liga ACB       | 7.º    | 18-18   | Cuartofinalista | Semifinalista   |                        |                        |                        |
| 2012-2013 | Liga ACB       | 15.º   | 12-22   | -               | -               | Eurocup                | 1/8                    | 4–8                    |
| 2013-2014 | Liga ACB       | 7.º    | 19-18   | Cuartofinalista | -               |                        |                        |                        |
| 2014-2015 | Liga ACB       | 15.º   | 12-22   | -               | -               | Eurocup                | L32                    | 7–9                    |
| 2015-2016 | Liga ACB       | 11.º   | 14-20   | -               | -               |                        |                        |                        |
| 2016-2017 | Liga ACB       | 16.º   | 9-23    | -               | -               |                        |                        |                        |
| 2017-2018 | Liga ACB       | 18.º   | 7-27    | -               | -               |                        |                        |                        |
| 2018-2019 | LEB Oro        | 1.º    | 30-4    | -               | Campeón         |                        |                        |                        |
| 2019-2020 | Liga ACB       | 15.º   | 8-15    | -               | -               |                        |                        |                        |
| 2020-2021 | Liga ACB       | 16.º   | 11-25   | -               | -               |                        |                        |                        |
| 2021-2022 | Liga ACB       | 13.º   | 13-21   | -               | -               |                        |                        |                        |
| 2022-2023 | Liga ACB       | 17.º   | 10-24   | -               | -               |                        |                        |                        |
| 2023-2024 | LEB Oro        | 9º     | 17-17   | -               | -               |                        |                        |                        |
| 2024-2025 | Primera FEB    | 4º     | 26-8    | Ascenso         | -               |                        |                        |                        |

1. ↑  Inscripción cautelar y provisional como equipo ACB para la temporada 2017-18, en aplicación de las medidas cautelares dictaminadas, habiendo acreditado el club el cumplimiento de las condiciones requeridas para el acceso a la ACB.
2. ↑  Como primer clasificado al finalizar la primera vuelta, disputó la Final de la Copa Princesa como local frente al Bilbao Basket venciéndola por 80-70

## Palmarés[5]
| Competición nacional | Competición nacional | Títulos | Subcampeonatos   |
| -------------------- | -------------------- | ------- | ---------------- |
| Liga ACB (0/2)       | Liga ACB (0/2)       |         | 1995-96, 1998-99 |
| 1ª LEB (1/1)         | 1ª LEB (1/1)         | 2018-19 | 2024-25          |
| Copa del Rey (0/1)   | Copa del Rey (0/1)   |         | 1998-99          |
| Copa Princesa (1/0)  | Copa Princesa (1/0)  | 2018-19 |                  |

| Competición internacional | Títulos | Subcampeonatos |
| ------------------------- | ------- | -------------- |
| Eurocup (0/1)             |         | 2010-2011.     |

| Competición regional     | Títulos                            | Subcampeonatos                                                                |
| ------------------------ | ---------------------------------- | ----------------------------------------------------------------------------- |
| Copa de Andalucía (6/14) | 1998, 1999, 2002, 2005, 2009, 2019 | 1997, 2001, 2003, 2007, 2010, 2011, 2012, 2013, 2014, 2015, 2016, 2017, 2018. |

## Datos del club
- Temporada en la Liga ACB: 33.
- Temporada en la LEB Oro/Primera FEB: 5.
- Participaciones en los playoffs por el título: 10. (1991, 1992, 1993, 1994, 1996, 1999, 2000, 2010, 2012 y 2014).
- Participaciones en la Copa del Rey: 10. (1993, 1996, 1997, 1999, 2000, 2002, 2004, 2007, 2010 y 2012).
- Participaciones en competición europea: 9 años.
  - En Copa de Europa de baloncesto: 2. (1996-97 y 1999-00).
  - En FIBA Copa Korac: 2. (1993-94 y 1994-95).
  - En FIBA Copa Saporta: 1. (2000-01).
  - En ULEB Eurocup: 3. (2010-11, 2012-13 y 2014-15).
  - En FIBA Eurochallenge: 1. (2008-09).

 Disputa la FIBA Eurochallenge tras no superar la fase previa en la ULEB Eurocup de la temporada 2008-09.

## Hitos y récords del club
- Primer partido en Liga ACB: Caja San Fernando 79-88 Mayoral Maristas. 14 de noviembre de 1989.
- Primer partido en Copa del Rey: Real Madrid 101-89 Caja San Fernando. 1993, La Coruña.[17]
- Primer partido en competiciones internacionales: C.P. Esgueira 74-95 Caja San Fernando. Copa Korac. 1993, Esgueria (Aveiro, Portugal).[18]
- Máxima anotación en partido oficial: 116 puntos.Real Madrid 109-116 Cajasol. Jornada 5, temporada 2008-09.[19]
- Máxima anotación en casa en competición nacional: 114 puntos. Caja San Fernando 114-87 Taugrés. Encuentro de compensación, temporada 1993-94.
- Máxima anotación en casa en competición internacional: 108 puntos. Caja San Fernando 108-78 MBC Dinamo Moscú. 3.ª Ronda de la Copa Korac (grupo G), temporada 1994-95.
- Máxima anotación a domicilio en competición nacional: 116 puntos. Real Madrid 109-116 Cajasol. Jornada 5, temporada 2008-09.
- Máxima anotación a domicilio en competición internacional: 95 puntos. C.P. Esgueira 74-95 Caja San Fernando. 1.ª Ronda de la Copa Korac, temporada 1993-94.
- Mínima anotación en casa en competición oficial: 44 puntos.[20]
- Mínima anotación en casa en competición nacional: 56 puntos. Caja San Fernando 56-50 C.B. Gran Canaria. Jornada 28, temporada 1998-99.
- Mínima anotación a domicilio en competición nacional: 44 puntos. Real Madrid 62-44 Caja San Fernando. Jornada 34.ª, temporada 1999-2000.
- Victoria más amplia en competición oficial:< +41.[21]
- Victoria más amplia en casa en competición nacional: +41. Caja San Fernando 97-56 Unelco Tenerife. Jornada 11, temporada 2004-05.
- Victoria más amplia a domicilio en competición nacional: +28. TDK Manresa 75-103 Caja San Fernando. Jornada 12, temporada 1992-93.
- Derrota más amplia en competición oficial: -48.[22]
- Derrota más amplia en casa en competición nacional: -33. (Caja San Fernando 67-100 Tau Cerámica) (jornada 13, temporada 2005-06).
- Derrota más amplia a domicilio en competición nacional: -48. (Unicaja 98-50 Caja San Fernando) (jornada 14, temporada 2006-07).
- Máxima valoración conseguida por un jugador en tan solo 20 minutos. (Dusko Savanovic 40 de valoración)Temporada 2009-10.

## Jugadores

### Números retirados
El Real Betis era uno de los clubes que como medida excepcional adoptó la tradición americana de retirar los números de las camisetas de los jugadores que han hecho historia en el club en señal de reconocimiento. Así, tras el hecho, ningún jugador posterior podía lucir dicho número, que quedaba como homenaje al jugador. Sin embargo, esta práctica no estaba aceptada por los organismos oficiales de España, por lo que se producía a efectos honorables.
| 1989 - 2006 Raúl Pérez |

A fecha de 2018, el único dorsal que ha gozado de tal privilegio a reconocimiento es el de Raúl Pérez, jugador emblemático del club. Jugó en el club entre las temporadas 1989-97 y 2002-06 con el dorsal nueve a la espalda, siendo el único hasta el momento que ha sido retirado por el club en su honor. La retirada del dorsal tuvo lugar el 25 de septiembre de 2008, tras un partido de homenaje al mismo.

## Entrenadores
- 1987-1988.-  Arturo Montequi (hasta la jornada 3), Ramón Etchamendi (hasta la jornada 25) y Leo Chaves (desde la jornada 26). Primera B
- 1988-1989.-  José Alberto Pesquera. Primera B
- 1989-1990.-  José Alberto Pesquera. ACB (Primera temporada)
- 1990-1991.-  José Alberto Pesquera.
- 1991-1992.-  José Alberto Pesquera.
- 1992-1993.-  José Alberto Pesquera.
- 1993-1994.-  José Alberto Pesquera.
- 1994-1995.-  José Alberto Pesquera.
- 1995-1996.-  Aleksandar Petrović.
- 1996-1997.-  Aleksandar Petrović.
- 1997-1998.-  Salva Maldonado (hasta la jornada 25) y  José Alberto Pesquera (desde la 26.ª jornada).
- 1998-1999.-  Javier Imbroda.
- 1999-2000.-  Javier Imbroda.
- 2000-2001.-  Javier Imbroda (hasta la jornada 27) y  Javier Fijo (desde la 28.ª jornada).
- 2001-2002.-  Marco Crespi.
- 2002-2003.-  Gustavo Aranzana.
- 2003-2004.-  Gustavo Aranzana.
- 2004-2005.-  Velimir Perasović (hasta la jornada 22),  Javier Fijo (jornada 23) y  Óscar Quintana (desde la 24.ª jornada).
- 2005-2006.-  Javier Fijo (hasta la jornada 7) y  Manel Comas (desde la 8.ª jornada).
- 2006-2007.-  Manel Comas (hasta la jornada 22) y  Moncho López (desde la 23.ª jornada).
- 2007-2008.-  Rubén Magnano (hasta la jornada 17) y  Manel Comas (desde la 18.ª jornada)
- 2008-2009.-  Manel Comas (hasta la jornada 9),  Ángel González Jareño (jornada 10) y  Pedro Martínez Sánchez (desde la 11.ª jornada).
- 2009-2010.-  Joan Plaza.
- 2010-2011.-  Joan Plaza.
- 2011-2012.-  Joan Plaza.
- 2012-2013.-  Aíto García Reneses.
- 2013-2014.-  Aíto García Reneses.
- 2014-2015.-  Scott Roth (hasta la jornada 17), y  Luis Casimiro (desde la jornada 19).
- 2015-2016.-  Luis Casimiro
- 2016-2017.-  Žan Tabak
- 2017.-  Alejandro Martínez Plasencia
- 2017-2018.-  Óscar Quintana
- 2018.-  Javier Carrasco Soriano
- 2018-2020.-  Curro Segura
- 2020-2021.-  Joan Plaza
- 2021-2023.-  Luis Casimiro
- 2023.  Javier Carrasco Soriano
- 2023.- 2024  Bruno Savignani
- 2024.-2025- Gonzalo García de Vitoria

## Recinto de juego

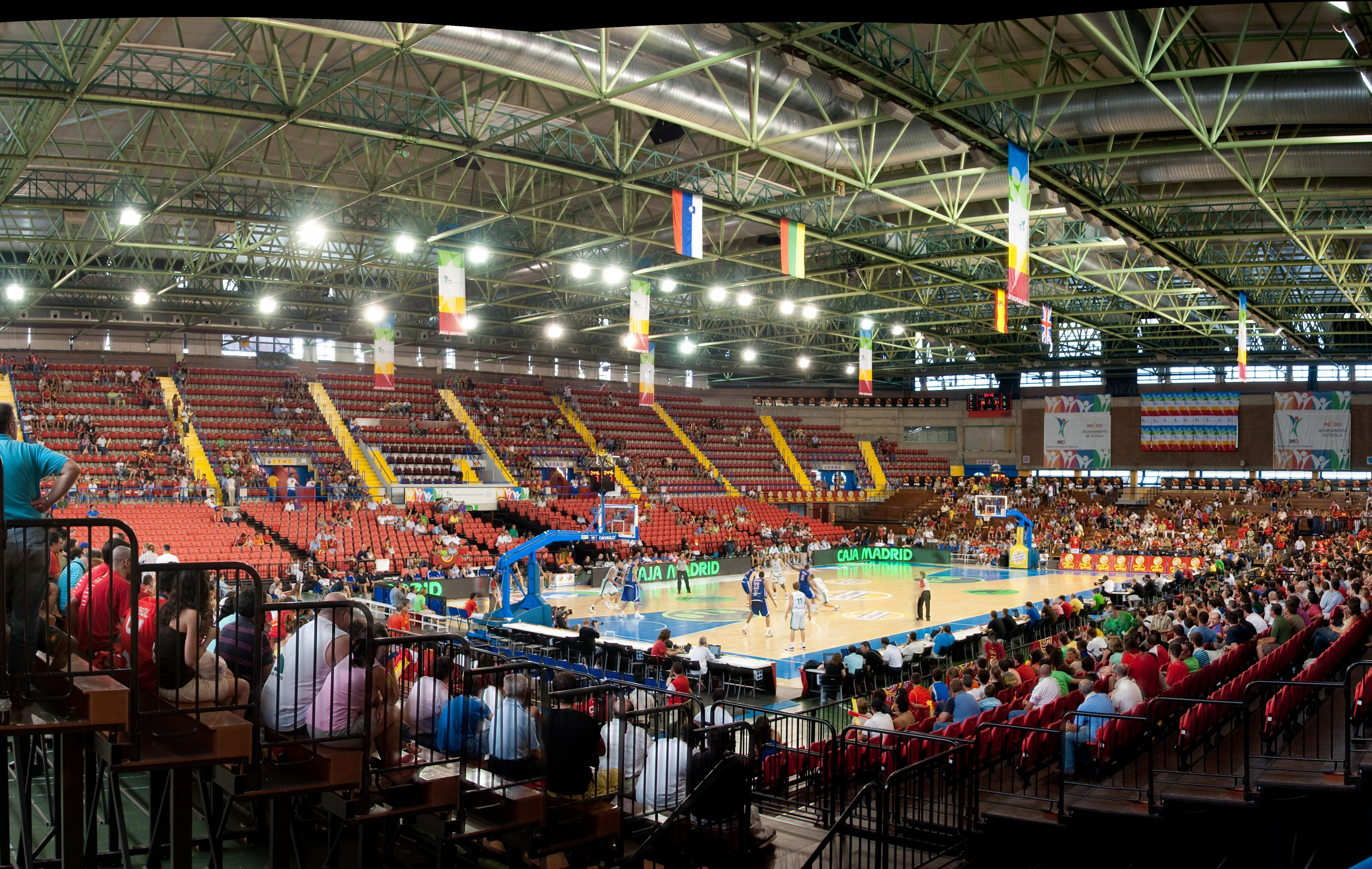
San Pablo Arena, Sevilla

El conjunto hispalense disputaba sus encuentros en el Palacio Municipal de los Deportes de San Pablo, un pabellón que está situado en el barrio sevillano de San Pablo, que fue inaugurado en el año 1987 y que cuenta con una capacidad para 8.626 espectadores.
Este enclave deportivo albergó la Copa del Rey de los años 1994 y 2004, y fue sede del Eurobasket celebrado en España en 2007, donde la selección española jugó sus partidos de la primera fase de grupos. También acogió un amistoso contra Angola y la fase de grupos del Mundial de Baloncesto de 2014 del grupo B (Argentina, Croacia, Filipinas, Grecia, Puerto Rico y Senegal).

## Filial
El equipo filial del Real Betis era el equipo júnior, el cual militaba en la Tercera FEB, cuarta categoría del baloncesto español.
Hasta la temporada 2009-10 tuvo otro equipo filial, el C.B. Qalat Cajasol, que militaba en la tercera categoría del baloncesto nacional español, la Adecco LEB Plata. Este equipo sólo existió durante 2 temporadas debido al coste económico que tenía.